# Rancina
Il torrente Rancina è un corso d'acqua della Provincia di Varese. Il torrente Rancina è il maggior tributario del fiume Margorabbia.

## Idrografia
Il torrente Rancina nasce a sud di Castello Cabiaglio, nel Parco Regionale Campo dei Fiori. Successivamente lambisce questo comune, dove riceve le acque del Rio Caprera. Prosegue in una valle coperta di boschi di faggio e castagno, ricevendo da destra il torrente Valmolina, che discende dal monte Martica, nel territorio di Brinzio. Il Valmolina è il maggior affluente della Rancina. Dopodiché la Rancina inizia a percorrere la parte settentrionale della Valcuvia, attraversando Rancio Valcuvia. Oltre Rancio, il torrente scorre in un'ampia vallata, dove riceve le acque del Rio Boesio e del Rio Sarese. Ultimo affluente del corso d'acqua è il Rio di Casarivo. In seguito la Rancina confluisce nel fiume Margorabbia non lontano da Ferrera di Varese, a 244 metri di quota.

## Comuni bagnati dal torrente Rancina
- Castello Cabiaglio
- Rancio Valcuvia
- Cassano Valcuvia
- Ferrera di Varese
- Grantola